# Who Made Who
Who Made Who – album australijskiego zespołu AC/DC, wydany 24 maja 1986 roku jako soundtrack do filmu Stephena Kinga, Maksymalne przyspieszenie. Trzy utwory na albumie - "Who Made Who" oraz instrumentalne "D.T." i "Chase the Ace" - są nowymi utworami. Reszta utworów pochodzi z wcześniejszych albumów zespołu. Tylko jeden utwór pochodzi z tzw. "Ery Bona Scotta"; reszta utworów jest z Brianem Johnsonem. Album został sprzedany obecnie w ponad 5 milionach kopii w Stanach Zjednoczonych. Album osiągnął 11. w Wielkiej Brytanii, a w USA - 33. pozycję.
Równocześnie z albumem, zespół wydał film zawierający teledyski do utworów "Who Made Who", "You Shook Me All Night Long", "Shake Your Foundations", "Hells Bells", oraz zapis wykonania na żywo utworu "For Those About to Rock (We Salute You)", który został nagrany w Detroit w 1983 roku.

## Lista utworów

### Album
1. "Who Made Who" (Nowy utwór) – 3:27
2. "You Shook Me All Night Long" (Back in Black) – 3:31
3. "D.T." (Nowy utwór) (Young, Young) – 2:56
4. "Sink the Pink" (Fly on the Wall) – 4:15
5. "Ride On" (Dirty Deeds Done Dirt Cheap) (Young, Young, Scott) – 5:50
6. "Hells Bells" (Back in Black) – 5:13
7. "Shake Your Foundations" (Fly on the Wall) – 4:10 (CD), 3:53 (winyl)
8. "Chase the Ace" (Nowy utwór) (Young, Young) – 3:01
9. "For Those About to Rock (We Salute You)" (For Those About to Rock We Salute You) – 5:44

- W pierwszych nawiasach wymienione są albumy z których oryginalnie pochodzi dany utwór.
- Kompozytorami (oprócz wymienionych w drugich nawiasach) wszystkich utworów są Angus Young, Malcolm Young, i Brian Johnson.
- Utwory 3. i 8. są instrumentalne.

### Film
1. "Who Made Who"
2. "You Shook Me All Night Long"
3. "Shake Your Foundations"
4. "Hells Bells"
5. "For Those About to Rock (We Salute You)"

## Twórcy
- Angus Young – gitara prowadząca
- Malcolm Young – gitara rytmiczna
- Brian Johnson – śpiew
- Bon Scott – śpiew ("Ride On")
- Simon Wright – perkusja
- Phil Rudd – perkusja ("You Shook Me All Night Long", "Ride On", "Hells Bells", "For Those About to Rock (We Salute You)")
- Cliff Williams – gitara basowa
- Mark Evans – gitara basowa ("Ride On")